# Mona Domosh
Mona Domosh (Arlington, 18 giugno 1957) è una geografa statunitense.

## Biografia
Domosh ha conseguito la laurea, il master e il dottorato di ricerca alla Clark University di Worcester e preso parte ad una borsa di studio post-dottorato presso l'Università di Loughborough. È stata professoressa alla Florida Atlantic University dal 1990 al 2000, prima di entrare a far parte del corpo docente del Dartmouth College; dal 2005 è titolare della cattedra di geografia Joan P. and Edward J. Foley Jr. 1933.
I suoi principali campi di studio e di ricerca sono la geografia culturale e la geografia antropica, con particolare riferimento sulla globalizzazione degli Stati Uniti d'America di fine Ottocento e inizio Novecento, nonché sulla geografia femminista. Il suo lavoro è principalmente di natura archivistica. Nel 1994, Domosh e Liz Bondi crearono la rivista Gender, Place & Culture: A Journal of Feminist Geography. Per i suoi studi ha vinto il Janice Monk Service Award dell'American Association of Geographers nel 2003 e il National Science Foundation Research awards.
Domosh è stata presidente dell'American Association of Geographers dal 2014 al 2015 ed è stata membro consiglio di amministrazione della Clark University dal 2014 al 2020. Venne insignita

## Opere
- Invented Cities: The Creation of Landscape in Nineteenth-century New York & Boston. Yale University Press, 1998.
- Putting Women in Place: Feminist Geographers Make Sense of the World (con Joni Seager). Guilford Publications, 2001.
- Handbook of Cultural Geography (con Kay Anderson, Steve Pile e Nigel Thrift). Sage, 2003.
- The Human Mosaic: A Cultural Approach to Human Geography (con Roderick P. Neumann, Terry G. Jordan-Bychkov e Patricia L. Price). Macmillan, 2009.
- Contemporary Human Geography: Culture, Globalization, Landscape (con Roderick P. Neumann ePatricia L. Price) Macmillan Higher Education, 2014.
- American Commodities in an Age of Empire. Routledge, 2016
- The SAGE Handbook of Historical Geography. Sage, 2020